# Tricloroetilè
El tricloroetilè, tricloroetí o TCE és un hidrocarbur alquè líquid clorat, incolor, d'olor i gust dolç i no inflamable. No es produeix de manera natural al medi ambient. Se sintetitza principalment com a dissolvent per a eliminar el greix de peces o objectes metàl·lics, o com a ingredient en llevataques, adhesius, correctors d'escriptura (Tipp-Ex), i líquids per a dissoldre o llevar pintura. També es pot usar com a droga inhalant. Respirar o empassar tricloroetilè en nivells alts pot produir danys irreversibles al sistema nerviós, danyar el fetge i els pulmons, batecs anormals del cor, estat de coma, i potser la mort. És una substància cancerígena. És possible detectar que una persona ha inhalat o ingerit tricloroetilè pel seu alè amb una anàlisi de sang o d'orina.